# Ерік ван Мейр
Ерік ван Мейр (фр. Eric Van Meir, нар. 28 лютого 1968, Брехт) — бельгійський футболіст, що грав на позиції захисника. По завершенні ігрової кар'єри — футбольний тренер.
Виступав, зокрема, за клуби «Шарлеруа», «Лірс» та «Стандард» (Льєж), а також національну збірну Бельгії.

## Клубна кар'єра
У дорослому футболі дебютував 1985 року виступами за «Берхем Спорт», в якому провів шість сезонів, взявши участь у 124 матчах чемпіонату.
Своєю грою за цю команду привернув увагу представників тренерського штабу клубу «Шарлеруа», до складу якого приєднався 1991 року. Відіграв за команду з Шарлеруа наступні п'ять сезонів своєї ігрової кар'єри. Більшість часу, проведеного у складі «Шарлеруа», був основним гравцем захисту команди.
1996 року уклав контракт з клубом «Лірс», у складі якого провів наступні п'ять років своєї кар'єри гравця. Граючи у складі «Лірса» також здебільшого виходив на поле в основному складі команди. У складі «Лірса» був одним з головних бомбардирів команди, маючи середню результативність на рівні 0,39 голу за гру першості.
2001 року перейшов до клубу «Стандард» (Льєж), за який відіграв 2 сезони. Завершив професійну кар'єру футболіста виступами за команду «Стандард» (Льєж) у 2003 році

## Виступи за збірну
1993 року дебютував в офіційних матчах у складі національної збірної Бельгії. Протягом кар'єри у національній команді, яка тривала 10 років, провів у формі головної команди країни 34 матчі, забивши 1 гол.
У складі збірної був учасником чемпіонату світу 1994 року у США, чемпіонату світу 1998 року у Франції, чемпіонату світу 2002 року в Японії і Південній Кореї, чемпіонату Європи 2000 року у Бельгії та Нідерландах.

## Кар'єра тренера
Розпочав тренерську кар'єру, повернувшись до футболу після невеликої перерви, 2010 року, очоливши тренерський штаб клубу «Лірс». Наразі досвід тренерської роботи обмежується цим клубом.

## Досягнення
- Чемпіон Бельгії (1):

«Лірс»: 1996-1997
- Володар Кубка Бельгії (1):

«Лірс»: 1998-1999
- Володар Суперкубка Бельгії (2):

«Лірс»: 1997, 1999